# Lissonota pleuralis
Lissonota pleuralis är en stekelart som beskrevs av Carl Gustav Alexander Brischke 1880. Lissonota pleuralis ingår i släktet Lissonota, och familjen brokparasitsteklar. Arten är reproducerande i Sverige. Inga underarter finns listade.